# Alain-Guillaume Bunyoni

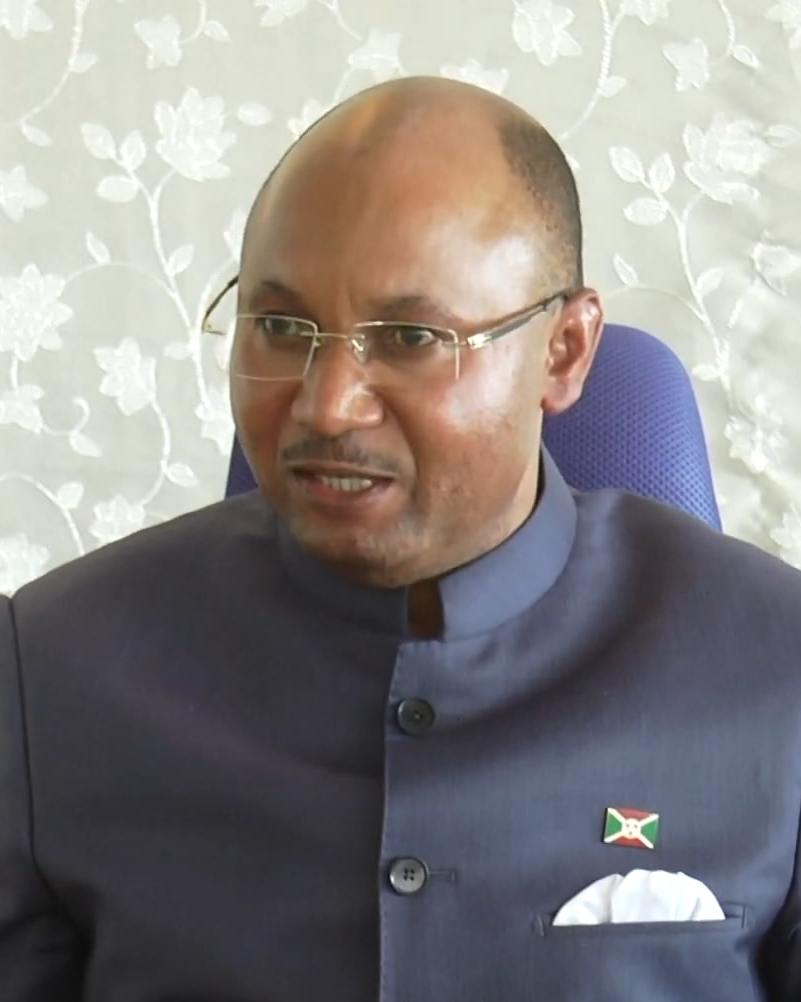
Alain-Guillaume Bunyoni, 2020

Alain-Guillaume Bunyoni (* 23. April 1972 in Kanyosha, Bujumbura Mairie) ist ein burundischer Politiker, der von Juni 2020 bis September 2022 Premierminister von Burundi war. Davor war er von 2015 bis 2020 der Minister für innere Sicherheit. Er ist Mitglied der Regierungspartei Conseil national pour la défense de la démocratie – Forces de défense de la démocratie (CNDD-FDD). Die CNDD ist eine ehemalige Rebellenorganisation der Volksgruppe der Hutu, die sich zur politischen Partei gewandelt hat. Am 9. Dezember wurde Bunyoni wegen unerlaubter Bereicherung und des Versuchs die Regierung zu stürzen zu einer lebenslangen Haftstrafe verurteilt.

## Laufbahn
Bunyoni wurde an der Universität von Burundi ausgebildet. Er schloss sein Studium ab und erschien auf der Liste der Absolventen im Jahr 1994, nahm aber nicht an der Abschlusszeremonie teil. Stattdessen begann er im Bürgerkrieg zu kämpfen, der nach der Ermordung von Präsident Melchior Ndadaye ausbrach. Er wurde Mitglied der Miliz Forces de défense de la démocratie.
Im Jahr 2003 erreichte die politische Koalition Conseil national pour la défense de la démocratie – Forces de défense de la démocratie einen Waffenstillstand mit den anderen Kombattanten im burundischen Bürgerkrieg. Von 2004 bis 2005 fungierte Bunyoni als das Äquivalent des Generalinspektors der neuen Polizei, von 2005 bis 2007 als Polizeichef von Burundi.

### Regierungszeit
Zwischen 2007 und 2011 amtierte Bunyoni als Minister für Innere Sicherheit, eine Rolle, in die er zwischen 2015 und 2020 zurückkehrte. Von 2011 bis 2014 war Alain-Guillaume Bunyoni Leiter des Büros des Ministers für zivile Angelegenheiten im Büro des Präsidenten.
Am 23. Juni 2020 stimmte das Parlament von Burundi für die Nominierung von Alain-Guillaume Bunyoni durch den neu gewählten Präsidenten Évariste Ndayishimiye als 8. Premierminister von Burundi. Er wurde am selben Tag vom Präsidenten von Burundi vereidigt.
Am 7. September 2022 wurde Bunyoni knapp über 2 Jahre nach sei seiner Ernennung vom Präsidenten Évariste Ndayishimiye wegen des Verdachts eines Putsch-Versuches als Premierminister entlassen. Zu seinem Nachfolger wurde noch am selben Tag einstimmig Gervais Ndirakobuca gewählt.

### Menschenrechtsverletzungen
Die USA haben im Dezember 2022 Bunyoni wegen begangener Menschenrechtsverletzungen mit Sanktionen belegt.